# Osęczyzna
Osęczyzna – wieś sołecka w Polsce położona w województwie mazowieckim, w powiecie mińskim, w gminie Dobre. Leży nad rzeką Rządzą.
W latach 1975–1998 miejscowość administracyjnie należała do województwa siedleckiego.
Wierni Kościoła rzymskokatolickiego należą do parafii św. Mikołaja w Dobrem.